# Synegia semipectinata
Synegia semipectinata är en fjärilsart som beskrevs av Louis Beethoven Prout 1916. Synegia semipectinata ingår i släktet Synegia och familjen mätare. Inga underarter finns listade i Catalogue of Life.